# Megalastrum vastum
Megalastrum vastum är en träjonväxtart som först beskrevs av Kze., och fick sitt nu gällande namn av Alan Reid Smith och R. C. Moran. Megalastrum vastum ingår i släktet Megalastrum och familjen Dryopteridaceae. Inga underarter finns listade.